# エギスハイム
エギスハイム（フランス語: Eguisheim, ドイツ語: Egisheim, アレマン語: Egsa）はフランス北東部に位置するグラン・テスト地域圏オー＝ラン県のコミューン。
品質の高いアルザスワインを生産することで知られる。2013年5月、フランス中で通じる年間の栄誉であるフランスの最も美しい村（Les plus beaux villages de France）に認定された。

## 歴史
旧石器時代の比較的早い段階に人類が定住したことが考古学的遺跡から実証されている。有史時代の初めにスノンヌガリアの部族が居住した。その後古代ローマがこの村を征服し、ワインの生産地として開拓した。
中世初頭、アルザス公爵領の城が付近に建てられ（11世紀）、現在の村落に発展した。レオ9世の生誕の地とされている。

## 観光

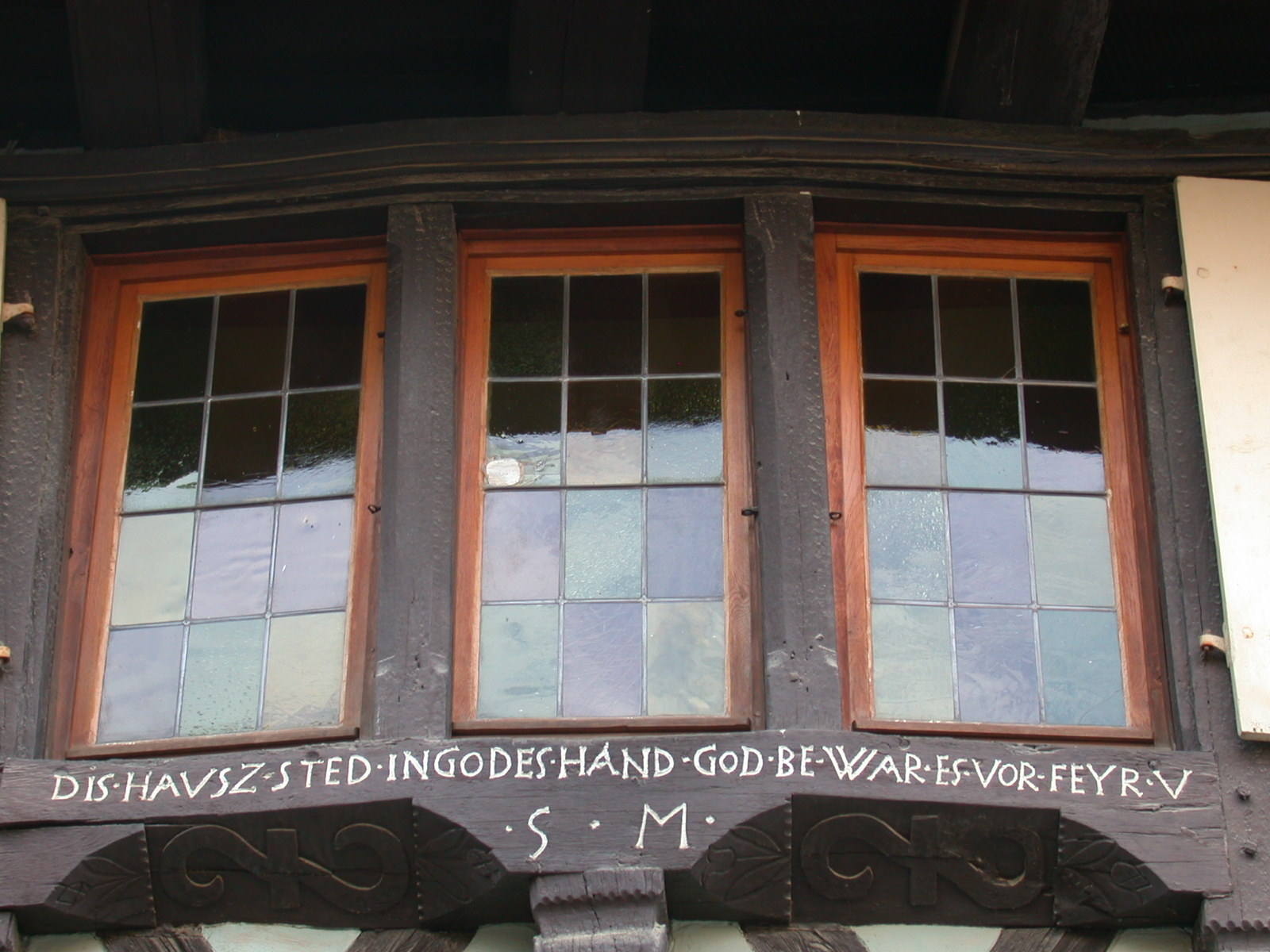
アルザス語の刻銘入りのエギスハイムの窓

アルザスの「ワインの道」の通り道として村の中心部では、多くの観光客を受け入れている。またエギスハイムはフランスの最も美しい村協会のメンバーであり、メンバーとなった2013年には訪問客は70%まで増加した。

## 出身の著名人
レオ9世（1002年 - 1054年） カトリック教会教皇（在位 1049年2月12日 - 1054年4月19日） 

## 国際関係
エギスハイムの姉妹都市
- オーヴィエ（英語版）, フランス
- ラ・ルヴィエール, ベルギー
- ヒンターツァルテン（英語版）, ドイツ

友好都市協定
- オービュッソン, フランス
- ブリュッセル, ベルギー

Panoramic view of Eguisheim's centre